# アリモリソウ
アリモリソウ Codonacanthus pauciflorus (Nees) Nees はキツネノマゴ科の植物。小柄な多年草で、秋から冬に小さな白い花を付ける。

## 特徴
ひ弱な雰囲気の多年生草本。茎の下部は地表に倒れて伸び、先の部分は斜めに立ち上がって伸び、長さ30-50cmに達する。茎には鈍い4稜があり、短い毛がまばらに生える。葉は対生で葉柄は長さ3-13mm、葉身は長楕円形で長さ3-10cm、幅1.5-3cm、先端はとがっており、縁は滑らかで基部は鋭い形に狭まって葉柄に続く。葉は表裏共に無毛だが線状の結晶体がある。
花期は10-12月で、花序は茎の先端から出て単独の茎に短い柄のある花が並ぶ総状花序、あるいは横枝を出して円錐花序をなす。花柄の基部にある苞と2枚の小苞は短くて長さ1-1.5mm、披針形をしている。花柄は細くて長さ2-3mm。萼は小さくて披針形の裂片5つに深く裂け、それらの裂片はほぼ同型で長さ3mm。花冠は白、広い釣り鐘型で筒部は短く、長さ、径はともに8-10mm。花冠は中程まで5つの裂片に裂けた唇花で、上唇の2裂片と下唇の3裂片が区別でき、上の2裂片がやや小さいが、その差はさほど眼だたない。個々の裂片は広卵形で長さ5-7mm。蒴果は先が膨らみ、基部が柄状になっていて長さ1.2-1.5cm、先の膨らんだ部分に2-4個の種子が含まれている。種子は円形で長さ3mm。

## 分布
日本では九州の宮崎県、鹿児島県から琉球列島に分布し、国外では台湾、中国南部、東南アジアからインドまで分布している。
常緑樹林の林床に生える。

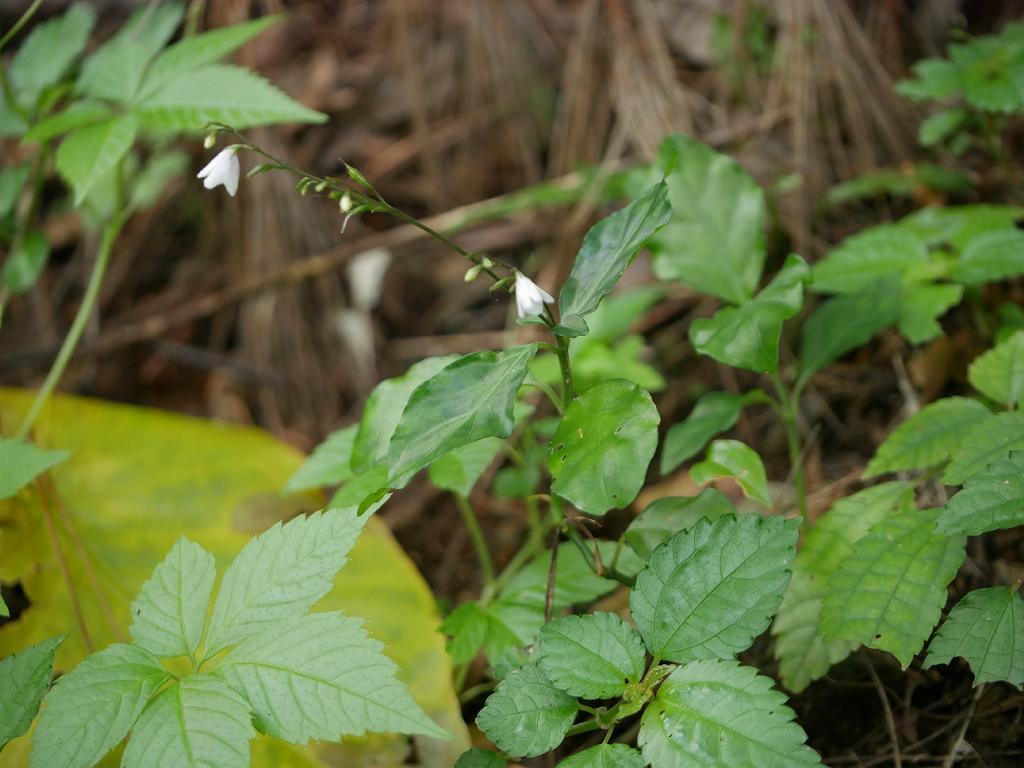
全体の様子
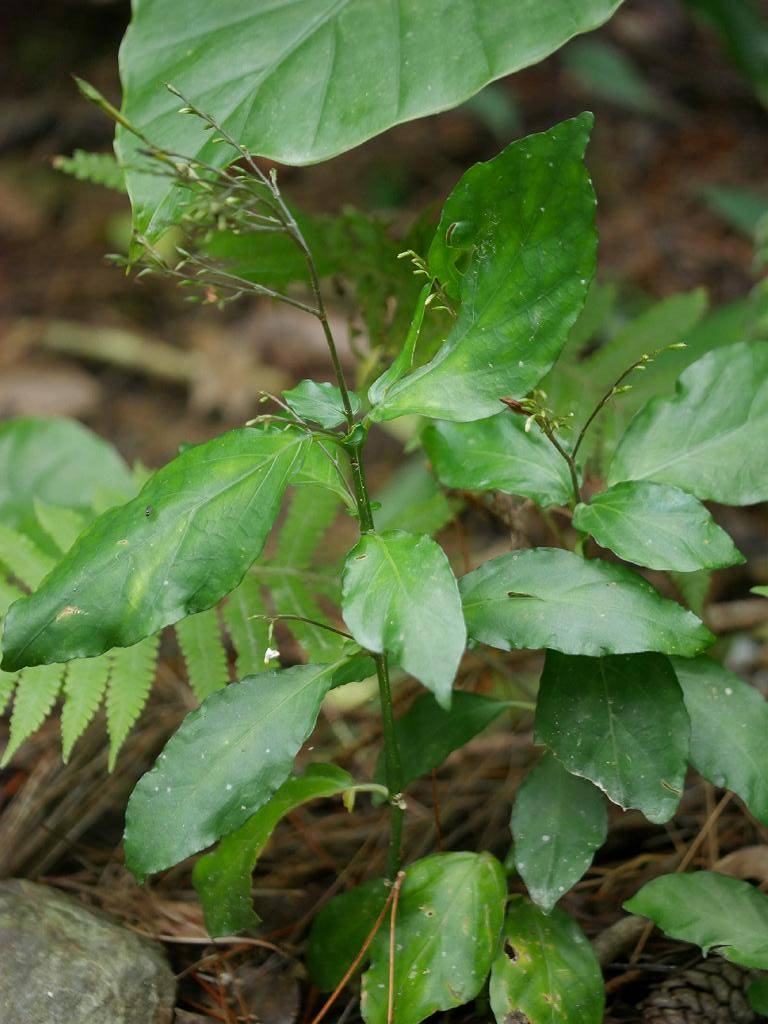
花序が分枝しているもの
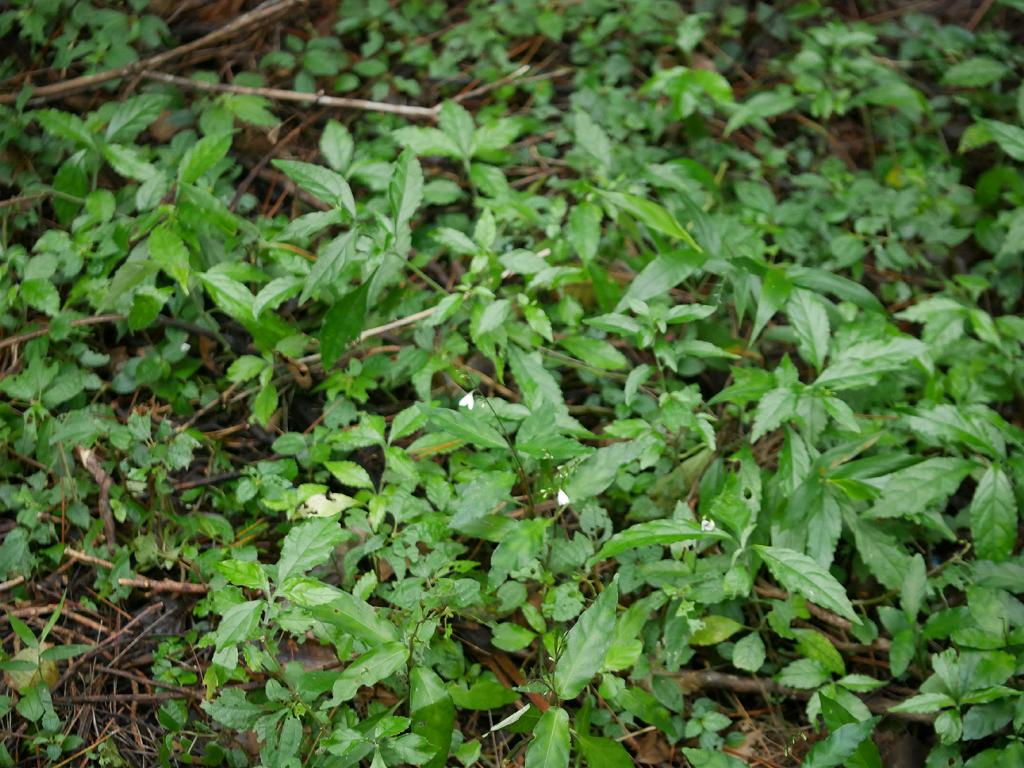
林床で生育している様子
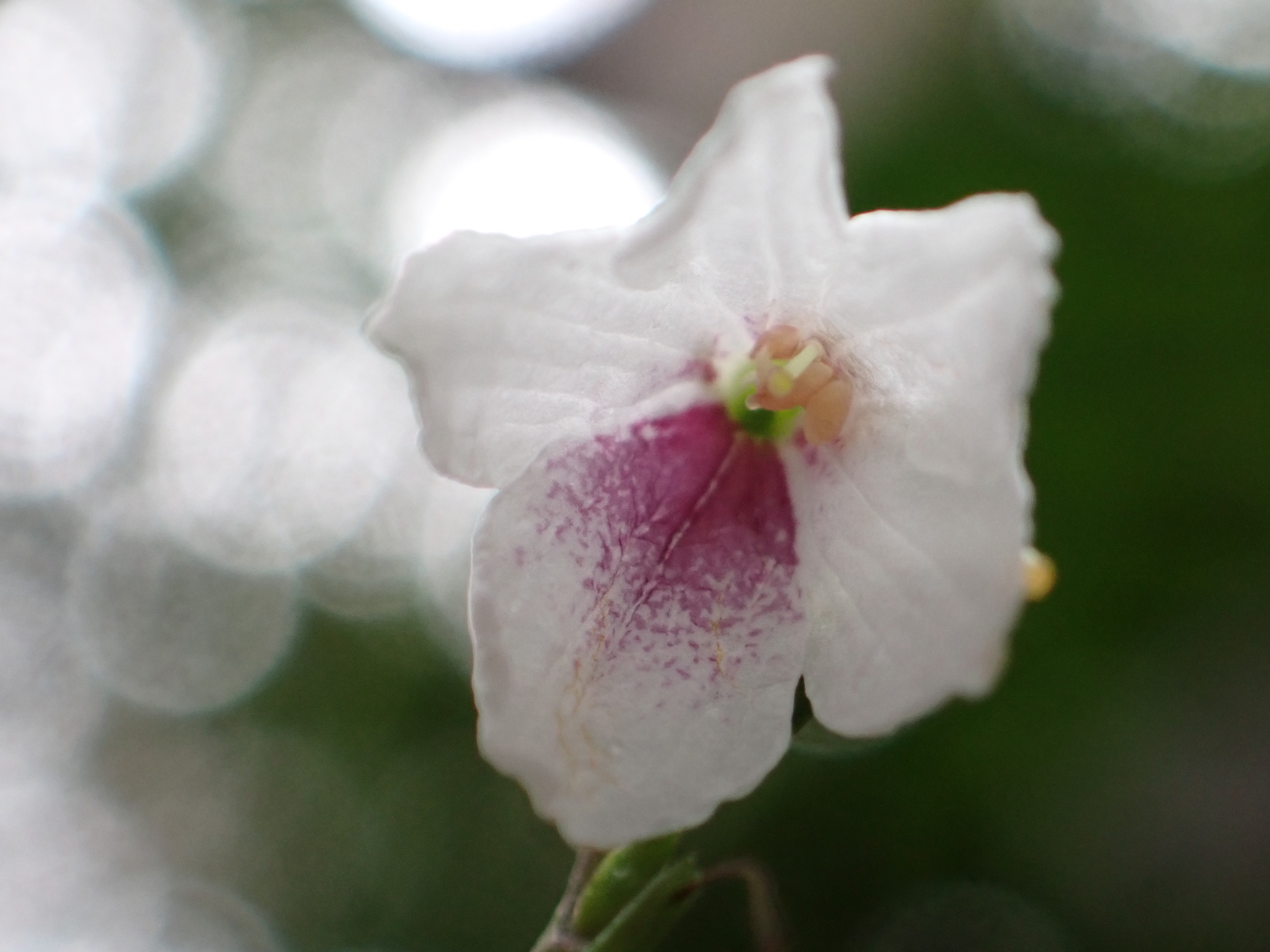
花を下から見ると、中心付近に紫色が入っている

## 分類
本種の属するアリモリソウ属は東アジア、東南アジアからインドの暖帯域から熱帯域に2種があり、日本では本種だけが知られている。本属のもう1種 C. spicatus は中国南部にあり、花に柄がないことで区別できる。

### 和名について
本種は琉球の植物の研究家として名の知られた田代安定が明治27年に植物学雑誌にこの名で発表した。そこでは語源については言及がない。しかし田代が明治20年に採集した標本が東京大学植物学教室に残されており、ラベルには『アリモリソウ(田代新称)』と記されているという。その標本の採集地が奄美大島の有盛古墳がある山中であることから、本種の名はこれにちなむものと推測される。

## 保護の状況
環境省のレッドデータブックには取り上げられていない。鹿児島県では指定がある。多分分布域の北限としての意味からであろう。